# TGV La Poste
TGV La Poste (также TGV-Postal, TGV postal или TGVP) — серия французских высокоскоростных почтово-багажных электропоездов. Они окрашены в характерный жёлтый цвет и служат для перевозок в ночное время почты и посылок между Парижем, Маконом и Кавайоном. Принадлежат французской почтовой службе La Poste. Летом 2015 года все они были выведены из эксплуатации.

## История
Электропоезда этой серии были созданы на базе TGV PSE. Французская почтовая служба заказала их ещё в 1981 году, однако построены они были лишь в 1984 году.

## Описание
В электропоезде может размещаться до 254 почтовых контейнеров, а общая грузоподъёмность составляет около 65 т. Первоначально было построено пять полусоставов (каждый полусостав состоит из одного головного моторного и четырёх промежуточных вагонов), что позволяло формировать два полноценных электропоезда и ещё пол-электропоезда в резерве. В дальнейшем в TGV postal был переделан один из электропоездов TGV PSE, что позволило увеличить общее число полусоставов до семи.